# Maj Sjöwall
Maj Sjöwall (Estocolmo, 25 de septiembre de 1935-Landskrona, 29 de abril de 2020) fue una escritora, reportera y traductora sueca.
Junto a su pareja sentimental, Per Wahlöö (1926-1975), escribió conjuntamente las diez novelas del detective Martin Beck, una serie que influyó notablemente en toda la literatura de crimen y misterio que se produjo después en el país escandinavo.

## Biografía
Sjöwall estudió periodismo y artes gráficas. Trabajó como reportera para periódicos y revistas de Suecia antes entrar en la editorial Wahlström & Widstrand cuando conoció a Per Wahlöö y al año siguiente se fue a vivir con él. Durante todo ese periodo no dejó de hacer traducciones del inglés, una tarea que desempeñó profesionalmente desde los 19 años.
En la revista Idun, con la que empezó a trabajar en 1961, conoció al que sería su compañero durante 14 años: Per Wahlöö. Se fueron a vivir juntos en 1962 y publicaron su primera novela a cuatro manos tres años más tarde, en 1965, Roseanna. Fue el primer título del detective Martin Beck.
Igual que su pareja, Sjöwall fue una izquierdista y marxista convencida y sus novelas retrataban tramas policíacas pero también a la misma sociedad sueca. La pareja produjo una novela al año durante una década —de 1965 a 1975—, hasta la muerte de Per Wahlöö en 1975.
En 1971 se les concedió el Premio Edgar Allan Poe de novela negra por su cuarta novela, El policía que ríe. Fue la primera vez que se otorgaba a una novela no escrita en inglés, y dos años más tarde el director Stuart Rosenberg adaptó esta obra al cine, con Walter Matthau en el papel de Martin Beck, con el título de The Laughing Policeman —traducida al español como San Francisco, ciudad desnuda—. 
Su pareja Per Wahlöö, falleció a los 48 años de cáncer de páncreas en el hospital Sankt Pauli de Malmö el 23 de junio de 1975.
Las obras del dúo Maj Sjöwall y Per Wahlöö han vendido más de 10 millones de ejemplares en todo el mundo.
En 2013 recibió en Barcelona, el VIII Premio Pepe Carvalho de novela negra.

## Autoría con Per Wahlöö
Junto con Per Wahlöö, con quien vivió desde 1963 hasta su muerte en 1975, escribió diez novelas policiales con Martin Beck como protagonista. Desde el principio, la pareja de autores decidió escribir diez libros, uno al año, porque pensaban que el número parecía razonable. [7]
En la serie de películas donde Gösta Ekman interpreta a Martin Beck, Maj Sjöwall a menudo hizo pequeños cameos. En el maratón de Estocolmo (1994) fue el comienzo de la carrera, en el camión de bomberos que desapareció (1993) fue uno de los pasajeros en el avión, en Roseanna (1993) interpretó a la secretaria de Per Månsson, en El hombre en el balcón (1993) la ves como maestra y en la policía de Polis, la policía hace puré de papas (1993) y es una invitada en el restaurante justo cuando el asesinato está a punto de ocurrir.

## Después de Wahlöö
Después de la muerte de Per Wahlöö, Sjöwall continuó como traductora, profesora y en una escala algo menor, como escritora. Junto con la danesa Bjarne Nielsen, escribió la novela larga de 1989 The Danish Intermezzo. Al año siguiente llegó el thriller Kvinnan, que se parecía a Greta Garbo, donde Tomas Ross fue coautor. [8]

## Familia
May Sjöwall era hija del gerente de negocios Will Sjöwall y su otra esposa Margit Trobäck y media hermana del gerente de negocios Lars Sjöwall. [5] [9]
Se casó por primera vez en 1955–1958 con el editor Gunnar Isaksson (1915–1983) y la segunda vez en 1959–1962 con el fotógrafo Hans J Flodquist (1912–1987), [10] [11] hijo del doctor Lars Flodquist. [12] A principios de la década de 1960 [ a ] se mudó con Per Wahlöö, con quien tuvo dos hijos, Tetz Sjöwall Wahlöö (nacido en 1963) y Jens Sjöwall Wahlöö (nacido en 1966), ambos activos en la industria del cine. [17] [18] [19]. Tanto Per como Maj tenían cada uno otro hijo antes de conocerse
May Sjöwall vivió un tiempo en Copenhague. [20] Desde octubre de 2015, vivió durante un período en Ven.

### Fallecimiento
Falleció el 29 de abril de 2020 a los 84 años tras una larga enfermedad.

## La serie del inspector Martin Beck
| N.º  | Año  | Título en español                    | Título en sueco                     | Título en inglés                 |
| 1.º  | 1965 | Roseanna                             | Roseanna                            | Roseanna                         |
| 2.º  | 1966 | El hombre que se esfumó              | Mannen som gick upp i rök           | The Man Who Went Up in Smoke     |
| 3.º  | 1967 | El hombre del balcón                 | Mannen på balkongen                 | The Man on the Balcony           |
| 4.º  | 1968 | El policía que ríe                   | Den skrattande polisen              | The Laughing Policeman           |
| 5.º  | 1969 | El coche de bomberos que desapareció | Brandbilen som försvann             | The Fire Engine That Disappeared |
| 6.º  | 1970 | Asesinato en el Savoy                | Polis, Polis, potatismos!           | Murder at the Savoy              |
| 7.º  | 1971 | El abominable hombre de Säffle       | Den vedervärdige mannen från Säffle | Abominable Man                   |
| 8.º  | 1972 | La habitación cerrada                | Det slutna rummet                   | The Locked Room                  |
| 9.º  | 1974 | El asesino de policías               | Polismördaren                       | Cop Killer                       |
| 10.º | 1975 | Los terroristas                      | Terroristerna                       | The Terrorists                   |